# محكات الأجنحة
محكات الأجنحة أو القهبليات أو القاضمات أو قمل القلف أو إبسوکوبترا (الاسم العلمي: Psocoptera) من اليونانية (ψωκος = "psocos" = «قضم») + (πτερα - "ptera" = «جناح»). وأسمها الشائع قمل الكتب أو قمل اللحاء. أول ظهور لها كان في العصر البرمي منذ 295 – 248 مليون سنة. وغالبًا ما تعتبر أنها الشكل الأكثر بدائية من شبه جديدات الأجنحة. يوجد أكثر من 5,500 نوع في 41 فصيلة في ثلاث رتيبات. والعديد من هذه الأنواع تم وصفه في الأعوام الأخيرة فقط.
تتراوح أحجامها ما بين 1 - 10 ملم طولاً.
وقد حصل النوع المعروف بقمل الكتب على هذا الاسم لأنه غالبًا ما يوجد بين الكتب القديمة حيث يتغذى على العجينة المستخدمة في التجليد. ويوجد قمل الكتب على الأشجار بصورة غير ضارة حيث تتغذى على الطحلب والأُشنَة. لا يعتبر أي فرد من هذه الرتبة حاليًا معرضًا للخطر.

## علم التشريح وعلم الأحياء
إن حشرات السوسايد صغيرة وكانسة وذات تخطيط جسدي عام نسبيًا. تتغذى بصورة أساسية على الفطر والطحلب والأشنة والفُتات العضوي. لديها فكوك سفلية للمضغ كما أن الفص المركزي من الفك الأعلى معدل إلى قضيب رفيع. ويستخدم هذا القضيب في تدعيم الحشرة بينما تقوم بكشط الفتات بفكها الأسفل. كما أن لديها جبهة منفوخة وعيون مركبة كبيرة وثلاث عيون بسيطة (أوسيلوس). تستطيع بعض الأنواع أن تغزل الحرير من الغدة الصماء في فمها.
تبلغ الأجنجة الأمامية مرة ونصف أطول من الخلفية ولدى الأجنحة الأربعة نموذج تعرق بسيط عام مع القليل من الأوردة المتقاطعة. الأرجل نحيلة وملائمة للسير وليس الإمساك كما هو الحال لدى القملة الفعلية. ولدى البطن تسعة أجزاء ولا يوجد (سيرسي).
غالبًا ما يكون هناك تنوع في مظهر الأفراد في النوع الواحد. الكثير منها ليس لديه أجنحة أو ذيول وقد يكون لديه صدر ذو شكل مختلف. البعض الآخر أصغر وتوجد فيها اختلافات أيضًا مثل الاختلافات في تطور الشعر. ليس من المؤكد أن هناك أهمية لمثل هذه الاختلافات، ولكن وظيفتها تبدو مختلفة عن أشكال مختلفة مشابهة مثلا في حشرات المن (aphid). ومع ذلك فإن العديد من السوسايد تشبه المن في أنها عزرية التوالد (parthenogenic) ووجود الذكور قد يختلف حتى بين سلالات من نفس النوع.
تضع السوسايد بيوضها في الشقوق الدقيقة أو على أوراق النباتات وعلى الرغم من ذلك فإن بعض الأنواع تعرف بأنها ولودة. تولد الصغار كنماذج من الكبار لكن منمنمة وبلا أجنحة. هذه حوريات تتطور ست مرات في العادة قبل أن تصل لمرحلة البلوغ الكامل. ناردًا ما يتجاوز مجموع عمر السوسايد بضعة أشهر.
البوكلايس لا أجنحة لها ويتراوح طولها بين 1 إلى 2 ملم (1/25 بوصة إلى 1/13 بوصة). من السهل الخلط بينها وبين حوريات بقة الفراش والعكس. يستغرق بيض البوكلوس من 2 إلى 4 أسابيع ليفقس وقد يصل سن البلوغ بعد شهرين من الفقس. ويمكن للبوكلايس البالغ أن يعيش ما يصل إلى ستة أشهر. وبالإضافة إلى تدمير الكتب فقد تغزو مناطق تخزين الطعام حيث تتغذى على المواد الجافة النشوية. إنها حشرة كناسة ولا تعض الإنسان.

## التصنيف
تنقسم رتبة سوكوبترا إلى ثلاث رتب فرعية.

### الرتبة الفرعية تروجيومورفا (Trogiomorpha)
لدى التروجيومورفا قرون استشعار ذات أجزاء عديدة (من 22 إلى 50 جزءًا) وكاحل ذي ثلاثة أجزاء دائمًا.
إن التروجيومورفا هي أصغر رتبة فرعية في سوكوبتيرا سنسوستركتو (sensu stricto) (ونعني بهذا مع استثناء فثيرابتيرا (Phthiraptera) مع حوالي 340 نوعًا في 7 فصائل تمتد من الفصيلة الحفرية أحادية الفصيلة أركيوتروبيدا (Archaeotropidae) إلى حسنة المظهر ليبيدوسوسيدا (Lepidopsocidae) (حوالي 200 نوع)).
تشمل التروجيومورفا الرتبة الفرعية أتروبيتا (Atropetae) (الفصائل التي لا تزال موجودة ليبيدوسوسيدا وسوكويلليدا (Psoquillidae) وتروجيدا (Trogiidae) والفصائل الحفرية أركيوتروبيدا وإمفيريدا (Empheriidae)) والرتبة الفرعية سوكاثروبيتا (Psocathropetae) (فصائل سيليسوسيدا (Psyllipsocidae) وبريونوجلاريديدا (Prionoglarididae)).

### الرتبة الفرعية تروكتومورفا (Troctomorpha)
لدى تروكتومورفا قرون استشعار بها من 15-17 جزءًا وكاحل من جزأين.
تشمل التروكتومورفا الرتبة الفرعية أمفينتوميتا (Amphientometae) (فصائل أمفينتوميدا (Amphientomidae) وكومبسوسيدا (Compsocidae) وإلكترنتوميدا (Electrentomidae) وموساسوسيدا (Musapsocidae) وبروتروكتوسوسيدا (Protroctopsocidae) وتروكتوسوسيدا (Troctopsocidae)) والرتبة الفرعية نانوسوسيتا (Nanopsocetae) (فصائل ليبوسيليديدا (Liposcelididae) وباشيتروستيدا (Pachytroctidae) وسفيروسوسيدا (Sphaeropsocidae)). ومن المعروف الآن أن التروكتومورفا تحتوي على الرتبة فثيرابتيرا (Phthiraptera) (قملة) ولذلك فهي تحت جنس مثلها مثل سوكوبتيرا ككل.
غالبًا ما توجد بعض التروكتومورفا مثل ليبوسيليس (Liposcelis) (والتي تشبه هيئة القمل) في أعشاش الطيور، ومن المحتمل أن يكون لها سلوك مشابه في أسلاف القمل وهو أصل التطفل الذي نراه اليوم.

### الرتبة الفرعية سوكومورفا (Psocomorpha)
يلاحظ أن سوكومورفا لديها قرون استشعار ذات 13 جزءًا. لديها كاحل ذو جزأين أو ثلاثة وهذه الحالة تكون ثابتة (كما في سوسيدا) أو متغيرة (كما في سيودوكاسيليدا) في الفصائل. إن تعرق أجنحتها متنوع وأكثر الأنواع شيوعًا هو الموجود في جنس سايسيليوس (Caecilius) (دائري، بلا هالة خلفية (areola postica)، سميك، بدون خلية الحافة الرائدة (pterostigma= leading edge cell)، وذو جُنيّحيّ R و S، وثلاث جُنيّحات M). وتوجد أوردة إضافية في بعض الفصائل والأجناس الأخرى (ديكروسوكس (Dicropsocus) و جوجا (Goja) في إيبيسوسيدا (Epipsocidae) والكثير من كالسوسيدا (Calopsocidae) وما إلى ذلك)
إن سوكومورفا هي أكبر تحت رتبة في سوكوبتيرا سنسو ستركتو (sensu stricto) (فمثلاً تشمل فثيرابتيرا (Phthiraptera)) مع حوالي 3,600 نوع في 24 فصائل تبدأ الفقيرة الأنواع بريوسيدا (Bryopsocidae) (نوعين) حتى غنية الأنواع سوسيدا (Psocidae) (حوالي 900 نوع).
وتشمل سوكومورفا (Psocomorpha) الرتبة الفرعية إيبيسوسيتا (Epipsocetae) (فصائل كلاديوسوسيدا (Cladiopsocidae) ودولابيلوسوسيدا (Dolabellopsocidae) وإيبسوسيدا (Epipsocidae) ونيوروستيجماتيدا (Neurostigmatidae) وتيلونيوريدا (Ptiloneuridae)) والرتبة الفرعية كايسيليوسيتا (Caeciliusetae) (الفصائل أمفيسوسيدا (Amphipsocidae) وأسيوسوسيدا (Asiopsocidae) وكايسيليوسيتا (Caeciliusidae) وداسيدميليدا (Dasydemellidae) وستينوسوسيدا (Stenopsocidae)) والرتبة الفرعية هوميلوسوسيدا (Homilopsocidea) (فصائل أرشيسوسيدا (Archipsocidae) وبريوسوسيدا (Bryopsocidae) وكالوسوسيدا (Calopsocidae) وإكتوسوسيدا (Ectopsocidae) وإليسوسيدا (Elipsocidae) ولاشيسيليدا (Lachesillidae) وميسوسوسيدا (Mesopsocidae) وبريسوسيدا (Peripsocidae) وفيلوتارسيدا (Philotarsidae) وسيودوسايسيليدا (Pseudocaeciliidae) وترايكوسوسيدا (Trichopsocidae)) والرتبة الفرعية سوسيتا (Psocetae) (فصائل هميسوسيدا (Hemipsocidae) وميوسوسيدا (Myopsocidae) وسيلوسوسيدا (Psilopsocidae) وسوسيدا (Psocidae)).

## وصلات خارجية
- National Barkfly Recording Scheme
- Psoco Net
- Tree of Life: Psocodea
- Archipsocus nomas, a webbing barklouse on the جامعة فلوريدا / IFAS Featured Creatures Web site